# 洛普霍夫卡农村居民点
洛普霍夫卡农村居民点（俄语：Лопуховское сельское поселение）是俄罗斯联邦伏尔加格勒州鲁德尼亚区所属的一个农村居民点。其下辖有3个居民点，行政中心为洛普霍夫卡。据2016年统计，该农村居民点的人口为985人。